# GUNDAM PERFECT MISSION
《건담 퍼펙트 미션》(GUNDAM PERFECT MISSION)은 2009년에 건담 시리즈를 모티프로 제작된 단편 OVA 작품이다.

## 개요
텔레비전 애니메이션 「기동전사 건담」의 30주년을 기념해 제작된 프로모션 비디오(PV). 지상에 불시착한 상태의 코어 파이터를, 역대의 주역 건담들이 지원하면서 아 바오아 쿠로 데려다 준다고 하는 스토리가 되고 있다.

## 등장 기종
등장 순서로 기재한다.
- RX-78NT-1 건담 NT-1[1]
- RX-79[G] 육전형 건담
- GF13-017NJ II 갓 건담
- ZGMF-X42S 데스티니 건담
- LM314V21 V2 건담
- GN-0000+GNR-010 더블 오 라이저-[2]
- RX-78GP01-Fb 건담 시작 1호기 풀 버니언[2]
- RX-93 ν건담
- System-∀99 ∀건담
- GX-9900 건담 X
- XXXG-00W0 윙 건담 제로
- XXXG-00W0 윙 건담 제로 Endless Waltz판
- MSZ-006 Ζ건담
- RX-0 유니콘 건담
- F91 건담 F91
- FA-010S 풀 아머 ΖΖ건담[2]
- ZGMF-X10A 프리덤 건담
- RX-78-2 건담
- FF-X7 코어·파이터[3]
- SCV-70 화이트 베이스[4]

이하는 마지막 장면만 등장.
- RX-78GP03 건담 시작 3호기(덴드로비움)
- MSZ-010 ΖΖ건담
- GN-0000 더블 오 건담

## 스태프
- 감독·그림 콘티·연출: 요네타니 요시토모 (米たにヨシトモ)
- 프로듀서: 사토 히로유키 (佐藤弘幸)
- 미술 감독: 이케다 시게미 (池田繁美)
- 음향 감독: 후지노 사다요시 (藤野貞義)
- 원화: 시게타 아츠시 (重田敦司), 스나가 마사히로 (須永正博), 요시다 토오루 (吉田徹), 모리타 가쿠사 (森田岳士), 마츠나가 타츠 (松永辰), 나카타니 세이이치 (中谷誠一), 카와조에 마사카즈 (川添政和), 나카자와 유우이치 (中澤勇一), 카와하라 토모히로 (川原智宏), 카시와자키 켄타 (柏崎健太)

## 수록 DVD
- GUNDAM OP/ED COLLECTION (1) 20th Century
- GUNDAM OP/ED COLLECTION (2) 21st Century

OVA 「모형전사 건프라 빌더즈 비기닝 G」의 작중에서도 작중 애니메이션으로서 영상의 일부가 사용되고 있다.

## 같이 보기
- 건담 시리즈 목록